# نزدیک خفگی
دربارهٔ چوک (انگلیسی: About to Choke) نام یک آلبوم است که در سال ۱۹۹۶ میلادی، توسط یک هنرمند آمریکایی به نام ویک چسنات سروده شده‌است.